# Zemský okres Segeberg
Zemský okres Segeberg (německy Kreis Segeberg) je zemský okres v německé spolkové zemi Šlesvicko-Holštýnsko. Sídlem správy zemského okresu je město Bad Segeberg. Má přibližně 276 tisíc obyvatel. 

## Města a obce
Města:
1. Bad Bramstedt
2. Bad Segeberg
3. Kaltenkirchen
4. Norderstedt
5. Wahlstedt

Obce:
1. Alveslohe
2. Armstedt
3. Bahrenhof
4. Bark
5. Bebensee
6. Bimöhlen
7. Blunk
8. Boostedt
9. Bornhöved
10. Borstel
11. Bühnsdorf
12. Daldorf
13. Damsdorf
14. Dreggers
15. Ellerau
16. Fahrenkrug
17. Föhrden-Barl
18. Fredesdorf
19. Fuhlendorf
20. Geschendorf
21. Glasau
22. Gönnebek
23. Groß Kummerfeld
24. Groß Niendorf
25. Groß Rönnau
26. Großenaspe
27. Hagen
28. Hardebek
29. Hartenholm
30. Hasenkrug
31. Hasenmoor
32. Heidmoor
33. Heidmühlen
34. Henstedt-Ulzburg
35. Hitzhusen
36. Högersdorf
37. Hüttblek
38. Itzstedt
39. Kattendorf
40. Kayhude
41. Kisdorf
42. Klein Gladebrügge
43. Klein Rönnau
44. Krems II
45. Kükels
46. Latendorf
47. Leezen
48. Lentföhrden
49. Mönkloh
50. Mözen
51. Nahe
52. Negernbötel
53. Nehms
54. Neuengörs
55. Neversdorf
56. Nützen
57. Oering
58. Oersdorf
59. Pronstorf
60. Rickling
61. Rohlstorf
62. Schackendorf
63. Schieren
64. Schmalensee
65. Schmalfeld
66. Schwissel
67. Seedorf
68. Seth
69. Sievershütten
70. Stipsdorf
71. Stocksee
72. Strukdorf
73. Struvenhütten
74. Stuvenborn
75. Sülfeld
76. Tarbek
77. Tensfeld
78. Todesfelde
79. Trappenkamp
80. Travenhorst
81. Traventhal
82. Wakendorf I
83. Wakendorf II
84. Weddelbrook
85. Weede
86. Wensin
87. Westerrade
88. Wiemersdorf
89. Winsen
90. Wittenborn

nezařazené území: Forstgutsbezirk Buchholz